# Hjalmar Christoffersen
Hjalmar Johan Christoffersen (1. december 1889 i København – 28. december 1966 i København) var en dansk fodboldspiller, som har spillet en landskamp for Danmark. 
Rasmussen vandt sølvmedalje ved OL 1908 i London. Han spillede en af det danske holds fire kampe i turneringen; kvartfinalen mod Norge hvor Danmark vandt 8-0. Det blev hans eneste landskamp i karrieren.
I sin klubkarriere spillede Christoffersen innerwing i ØB og Frem. 

## Eksterne Henvisninger
- Hjalmar Christoffersens profil på Olympics.com (engelsk)
- Hjalmar Christoffersens profil hos databaseOlympics.com (arkiveret) (engelsk)
- Hjalmar Christoffersens profil på Sports-Reference OL-resultater (arkiveret) (engelsk)
- Hjalmar Christoffersens profil på Olympedia (engelsk)
- Hjalmar Christoffersens spillerprofil i DBU's Landsholdsdatabase
- Hjalmar Christoffersens profil hos EU-football.info (engelsk)
- Hjalmar Christoffersens spillerprofil på Transfermarkt (engelsk)
- Hjalmar Christoffersens profil hos FootballDatabase.eu (engelsk)